# المرأة في الموسيقى

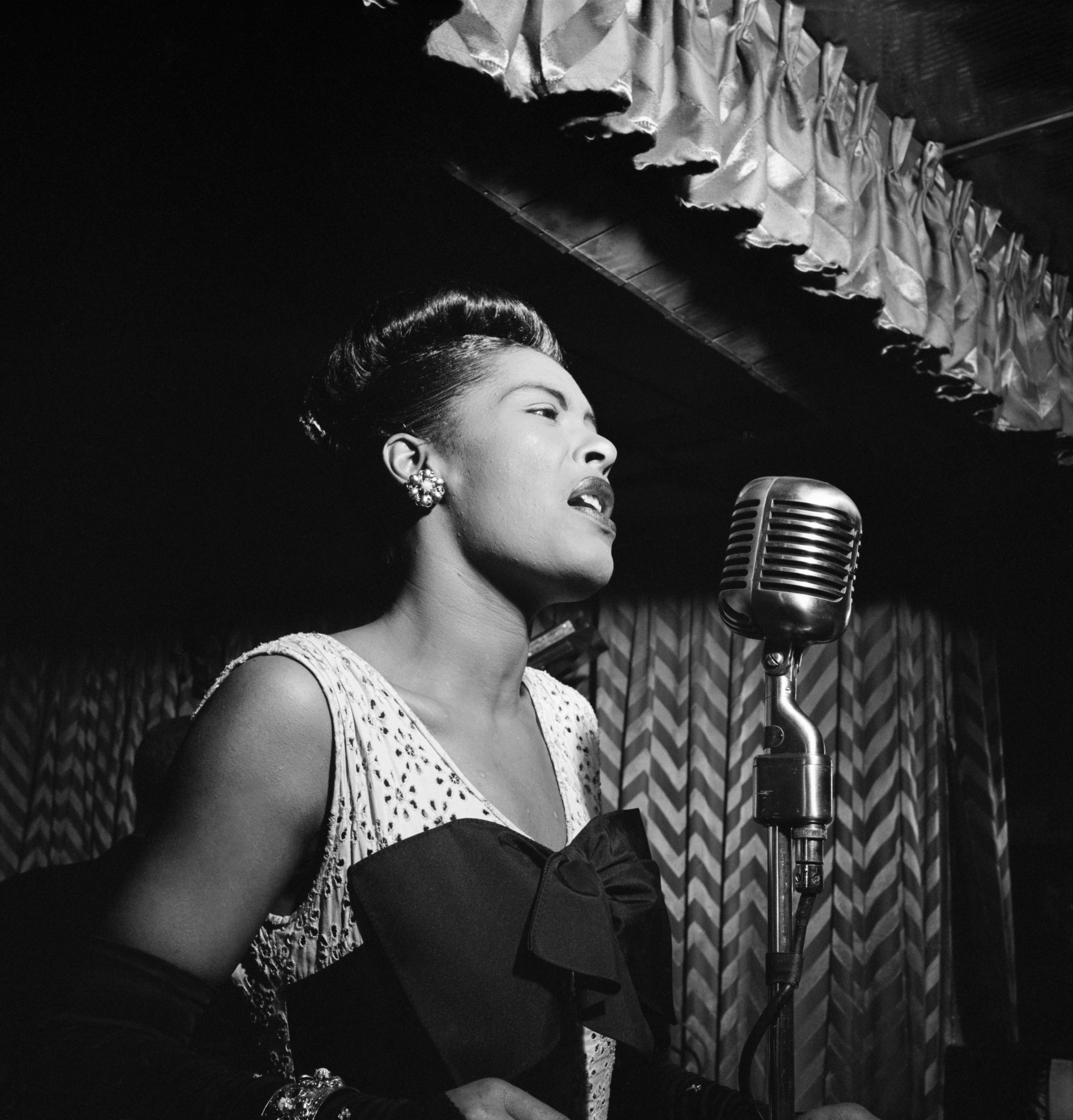
مطربة الجاز الأمريكية وكاتبة الأغاني بيلي هوليداي في مدينة نيويورك عام 1947

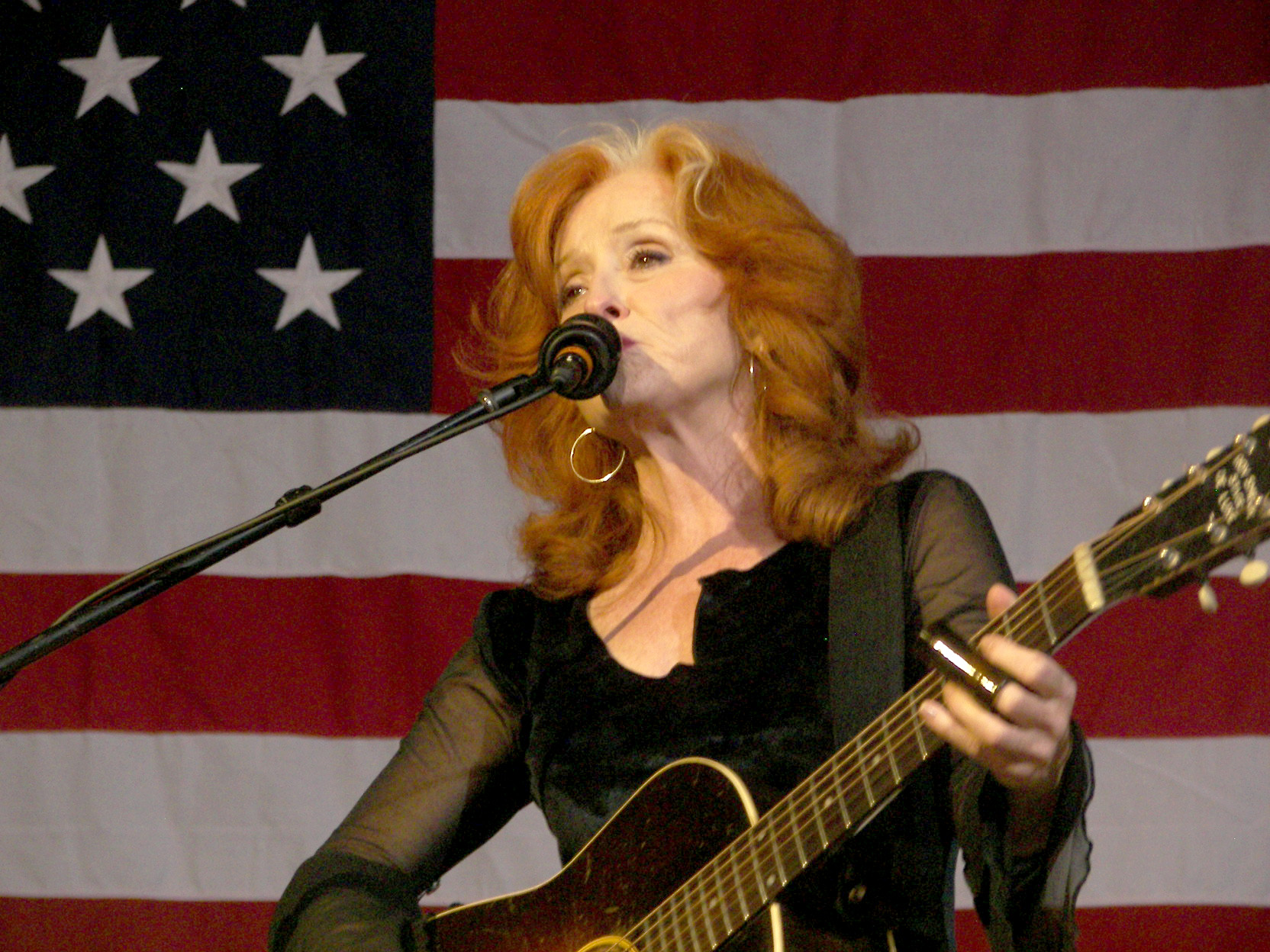
بوني ريت مغنية وعازفة غيتار وبيانو أمريكية. وفازت بعشرة جوائز غرامي.

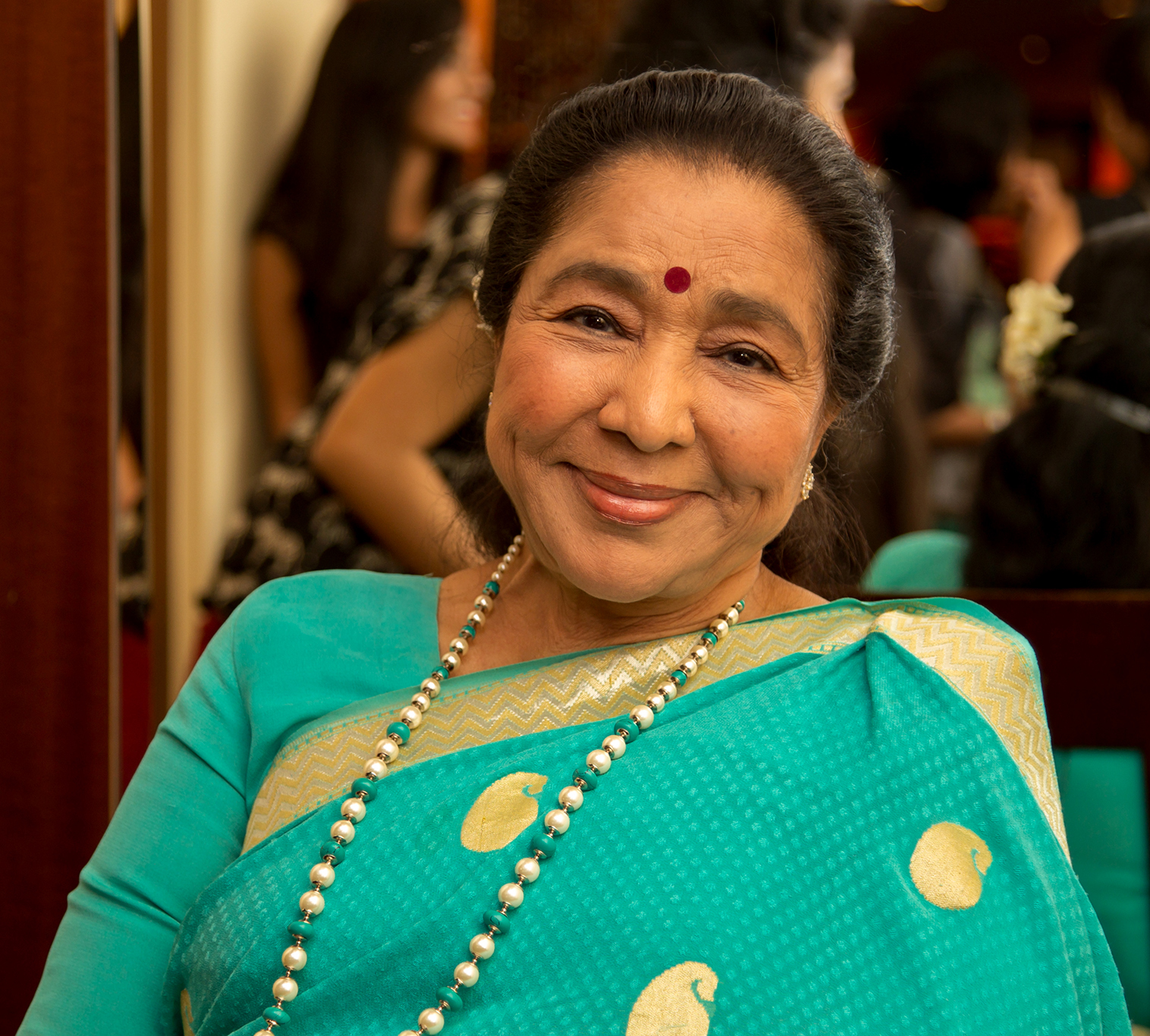
المغنية الهندية آشا بهوسله والتي اشتهرت بغناء البلاي باك في السينما الهندية. دخلت رسميا عام 2011 موسوعة غينيس للأرقام القياسية كأكثر فنانة سجلت مواد موسيقية في التاريخ.

المرأة في الموسيقى هو توصيف لأدوار المرأَة في مجال الموسيقى، مثل: ملحنات، وكاتبات أغاني، وعازفات، ومغنيات، وقائدات أوركسترا، وعالمات موسيقى، ومثقفات موسيقيات، وناقدات موسيقى، وصحفيات، و ناقدات، ولهنّ أدوار أخرى. كما أنه توصيفٌ للحركات الموسيقية النسائية، على سبيل المثال: الموسيقى النسائية هي الموسيقى المكتوبة والمؤدّاة بواسطة النساء، بالإضافة إلى الأحداث والأنواع المتعلقة بالمرأة وَقَضَايَا المَرْأَةِ.

## تاريخ
فِي عَامِ 2010م، وبينما كانت النساء يُشكلن نسبةً كبيرة في فئة الموسيقى الشعبية ومطربي الموسيقى الكلاسيكية، ونسبةً كبيرة من فئة كُتابِ الأغاني (وكثير منهن من المغنيين وكُتاب الأغاني)، رغم ذلك كان هناك عدد قليل من منتجي التسجيلات من النساء، نقاد موسيقى الروك وعازفات موسيقى الروك. حدث وان أشارت فناناتٌ بارزات في البوب في حديثهن لهذا الأمر، مثل بيورك Bjork ولِيدِي غَاغَا، حول مدى التمييز الجنسي والتَمْييز بين الجنسين في مجال صِنَاعَةَ المُوسِيقَى. وفي المُوسِيقَى الكِلَاسِيكِيَّةِ، على الرغم من أن هناك عدداً كبيراً من الملحنات من فترة القرون الوسطى حتى يومنا هذا، ما زلنا نعاني من نقصٍ كبير في مشاركة النساء في عروض تاريخ المُوسِيقَى الكِلَاسِيكِيَّةِ. ففي كتب تاريخ الموسيقي والموسوعات الموسيقية؛ على سبيل المثال في تاريخ أكسفورد الموجز للموسيقى، كانت كلاراشومانكلارا شومان الملحنة الوحيدة التي تم ذكرها. هذا وتشكل النساء نسبة كبيرة من العازفين المنفردين في المُوسِيقَى الكِلَاسِيكِيَّةُ، وتزداد النسبة المئوية للنساء في فرق الأوركسترا. ومع ذلك، أشارت مقالةٌ عن كونسرتو عازفين منفردين في الفرق الموسيقية الكندية الكبرى إِلى أن 84% من العازفين المنفردين مع أورشستر سيمفونيك دي مونتريال كانوا من الرجال. في عام 2012م، لا تزال النساء يشكلن 6% فقط من أعلى مرتبةٍ في الأوركسترا فيينا فيلهارمونيك. النساء أكثر ندرةً كعناصر مثرية في أنواع الموسيقى الشعبية مثل الهيفي ميتال، بينما كان هناك عدد لا بأس به من الإناث والعصابات المكونة منهن برزن في المشهد. ولطالما المرأة لعبت دورًا مقصورًا وبصفة خاصة في أنواع الميتال المتطرفة. كما أن المرأة تعاني المثل في أعمال الأوركسترا، والنقد الموسيقي/ الصحافة الموسيقية، وإنتاج الموسيقى، والهندسة السليمة. في حين أن النساء لم يتم تثبيطهن عن التأليف سابقًا في القرن التاسع عشر، بل وكان هناك عددٌ قليلٌ من النساء من علماء الموسيقى، ورغم ذلك استطعن المشاركة في التعليم الموسيقي «لدرجة أنهن أصبحن يهيمن على هذا المجال خلال النصف الأَخير من القرن التاسع عشر واستمر الحال معهن حتى القرن العشرين».
وفقًا لجيسيكا دوشن، كاتبة الموسيقى في لندن المستقلة، والموسيقيات النساء في الموسيقى الكلاسيكية هن «في كثير من الأحيان كان الحكم مقتصراً على ظهورهن، بدلا من الحكم على مواهبهن» وكن يواجهن ضغطاً حقيقياً <<ليظهرن مثيرات على خشبة المسرح وفي الصور>>. دوشن على الرغم من أن «النساء الموسيقيات اللواتي يرفضن استخدام مظهرهن... أُولَئِكَ اللواتي يميلن إِلى أن يكن أكثر نجاحاً على الصعيد المادي». وفقا لمحرر راديو 3 في المملكة المتحدة، أدوينا ولستنكروفت، صناعة الموسيقى كانت مرحبة منذ فترةٍ طويلة بوجود المرأة في أدوار الأداء أَوْ الترفيه، ولكن النساء أقل ترشيحاً بنسبةٍ كبيرة أن تنال مناصب هامة في السلطة، مثل كونها موصلٌ من الأوركسترا، تلك المهنة التي كانت تسمى «واحدة من الأسقف الزجاجية الأخيرة في صناعة الموسيقى». في الموسيقى الشعبية، في حين أن هناك العديد من المطربين يسجلون الأغاني، وهناك عدد قليل جداً من النساء وراء وحدة تحكم الصوت كمنتجي الموسيقى، ومن بين الأفراد الذين يوجهون ويديرون عملية التسجيل.
توجد امرأةٌ واحدةٌ من بين أكثر الفنانين المسجلين وتدعى آشا بهوسل، وهي مغنية هندية اشتهرت كمغنية تشغيل في السينما الهندية.

## كاتبات الأغاني
'كاتب الأغاني' هو الشَخص الذي يكتب كلمات الألحان ويقدم وتر للأَغاني، وعادة لنوع الموسيقى الشعبية مثل البوب، موسيقى الروك أو البلد. ويمكن أيضا أن نطلق على كاتب الأغاني صفة الملحن، على الرغم من أَن هذا المصطلح الأَخير يميل إِلى أَن يُستخدم أساساً للأفراد من فئة الموسيقي الكلاسيكية.

### القرن التاسع عشر حتى مطلع القرن العشرين
فَقَطْ عَدَدٌ قَلِيلٌ مِنْ النِّسَاءِ [كاتبات الأَغاني] فِي اَمْيرِكَا قَدْ نَشَرَن مُوسِيقَاهُن وَسُمِعَتْ فِي أَوَاخِرِ القَرْنِ التَّاسِعَ عَشْرَ وَأَوَائِل القَرْنِ العِشْرِينَ. وَفْقًا لريتشلن رِيتْشَارد بِيل وريتشيل بِيل فإن «قلة ذِكْر النِّسَاءَ [كاتبات الأَغاني] هو إهمالٌ صارخ ومحرج في تراثنا الموسيقي». «كَافِحْت النساء لِكِتَابَة وَنُشِرْ المُوسِيقَى فِي عَالَم الرَّجُلِ فِي القَرْنِ العِشْرِينَ زُقَاق تِينٍ بِأَنَّ قَبْلَ عَام 1900 وَحَتَّى بَعْدَ ذَلِكَ كَانَ مِنْ المُتَوَقَّعِ أَنَّ تؤدي النساء الموسيقى وليس أن تكتبها». فِي عَام 1880، كُتُبُ جُورْجْ يَبِتُّونَ، النَّاقِدُ المُوسِيقِيُّ فِي شِيكَاغُو، كُتَّابٌ وومين إِنْ ميوزك، الَّذِي قَالَ فِيهُ إِنَّ «المَرْأَة تَفْتَقِرُ إِلَى الإِبْدَاعِ الفِطْرِي لِتَكْوِين مُوسِيقِيٍ جَيِّدَةٍ» بِسَبَبِ «التَّأَهُّبِ البِيُولُوجِيِّ» لِلنِّسَاءِ فِي وَقْتٍ لَاحِق، وكَانَ مِنْ المَقْبُولِ أَنَّ المَرْأَة سَيَكُونُ لَهَا دَوْرٌ فِي التَّعْلِيمِ المُوسِيقِي، وَلقد اِنْخَرَطْت فِي هَذَا المَجَالِ «لِدَرَجَة أَنَّ النِّسَاء سَيْطَرَتْ عَلَى تَعْلِيمِ المُوسِيقَى بالكامل خِلَالَ النِّصْفِ الأَخِيرُ مِنْ القِرْنِ التَّاسِعُ عَشْرٌ وَ فِي القَرْنِ العِشْرِينَ». وَكَجُزْءٍ مِنْ دَوْرِ المَرْأَةِ فِي التَّرْبِيَةِ الموسيقية وتعليمها، كتب النِّسَاء تراتيل وَمُوسِيقَي الأَطْفَالِ. وَ «المُوسِيقَى العَلْمَانِيَّةُ المَطْبُوعَة فِي أمْرِيكَا قَبْلَ عَام 1825 لَا تَظْهَرُ سَوِيٌّ حَوَالَيْ 70 عَمَلًا مِنْ قِبَلِ النِّسَاءُ». فِي مُنْتَصَفِ القَرْنِ التَّاسِعَ عَشْرٌ، ظَهَرْتُ كُتابُ أَغَانٍِ من النساء بَارِزَات، مِنْهُنَّ فوستينا سَوْفَ أَسِي هودجز، وَسُوزَانُ باركورست، وأوغستا بْرَاوُن، وماريون ديكس سوليفان. وَبِحُلُولٍ عَام 1900, كَانَ هُنَاكَ العَدِيدُ مِنْ النِّسَاء مِنْ كُتَابِ الأَغَانِي، وَلَكِنَّ «العَدِيدَ مِنْهُن لا يزلن مُجَبِّرِات عَلَى اِسْتِخْدَام أَسْمَاءٍ مُسْتَعَارَةٍ أَوْ أَحْرُفٍ أَوَّلِيَّةٍ» لِإِخْفَاءِ حَقِيقَةِ أَنَّهُن مِنْ النِّسَاءُ. فَأْرُي جاكوبس-بوند كَانَ "المُلَحِّنَ البَارِز لِلمَرأَةِ فِي أَوَاخِرِ 1800 وَ كَذَلِكَ فِي مُنْتَصَفِ القَرْنِ العِشْرِينَ... [ جَعْلُهَا أَوَّلُ مِلْيُونِ اِمْرَأَةٍ بِيعَ" كَاتِبَ الأَغَانِيِّ. مُودُ نوجنت (1877-1958) كتب "سُوِّيَتْ روزي O' Grady "فِي عَام 1896. كَمَا قِلَّتُ" أَسْفَلَ فِي روزي شِقَّةُ رَأْيٌ لِي "، " ديزي الإِيرْلَنْدِيُّ "وَ" مَارِي مِنْ تيبيراري ". شَارْلُوت بُلِّيكَ (1885-1979) كَاتِبُ عَمَلٍ فِي شَرِكَةٍ ويتني وارنر لِلنَّشْرِ، فِي دِيترُويت بِوِلَايَةٍ مِيشِيغَانْ. فِي البِدَايَةِ، وَصَفَتْ شركتها بِأَنَّهَا C. بُلِّيكَ "لِإِخْفَاءِ جِنْسِهَا، وَلَكِنَّ بِحُلُولٍ عَام 1906 اِسْتَخْدَمَتْ الإِعْلَانَاتُ اِسْمَهَا الكَامِلَ. كَارَوْا رَوْمًا (1866-1937) كَان اِسْماً مُسْتَعَاراً غَامِضاً بَيْنَ الجِنْسَيْنِ لَ كَارِي نُورَثُ لِي. كَانَتْ" وَاحِدَةٌ مِنْ المُلَحِّنِين الأَكْثَرِ شُهْرَةً وَشَّعْبِيَّةً فِي أمْرِيكَا مِنْ عَصْرِ زُقَاقِ تِينِ عُمُوماً ". أَغَانِيهَا تَشْمُلُ" لَا يُمْكِنُ أَنْ يو "هيه دَعْوَةٌ لِ"ي، "رُوزْ تَلَاشَى"، "انجيلوس"، "التَّفْكِيرُ فِي"كِ وَ "اِسْتِقَالَةٌ". كان ما يقارب 95% مِنْ كِتَابِ الأَغَانِي فِي قَاعَةٍ المُوسِيقِيُّ البِرِيطَانِيَّةُ خِلَالَ أَوَائِل 1900 مِنْ الرِّجَالُ. وَمَعَ ذَلِكَ، كَانَ حَوَالَيْ 30% مِنْ المُطْرِبِينَ مِنْ النِّسَاءُ.

### موسيقى الجاز في القرن العشرين
فِي حِينِ أَنَّ كِتَابَةَ الأَغَانِي الجَازُ كَانَتْ مُنْذُ فَتْرَةٍ طَوِيلَةٍ مَجَالُّ يُهَيْمِنُ عَلَيْهِ الذُّكُورُ فقط، كَانَ هُنَاكَ عَدَدٌ قَلِيلٌ مِنْ النِّسَاءُ مَلْحُوظَةَ أَغَانِيِّ الغِنَاءِ. فِي ثَلَاثِينِيَّاتِ القَرْنِ العِشْرِينَ، كَتَبْتُ آنَ رونيل (1905-1993) العَدِيدُ مِنْ الأَغَانِي. وَهِيَ مَعْرُوفَةٌ بِأُغْنِيَّتِهَا «وَيَلْوِ وِيبْ فَوْرَ مَي» عَامَ 1932 وَأُغْنِيَّةُ دِيزْنِي لِعَامٍ 1933 «مَنْ هُوَ خَائِفٌ مِنْ وَوَلَّفَ بَادٍ وَوَلَّفَ?» أَيَرَيْنَ هيجينبوثام (1918-1988) كَتَبْتِ مَا يَقْرُبُ مِنْ 50 أُغْنِيَّةً، اِشْتَهَرْتِ بِأَنَّهَا «صَبَاحُ الخَيْرِ سَوْفَ» يَرَتَّا? كُتُبٌ دوروثي فيلدز (1905-1974) كَلِمَاتٌ لِأَكْثَرَ مِنْ 400 أُغْنِيَّةً، وَبَعْضُهَا لَعِبَتْ مِنْ قِبَلِ دْيُوك إلينغتون. شَارَكْتُ فِي كِتَابَةِ «الطَّرِيقَةِ الَّتِي تَنْظُرُ إِلَيْهَا اللَّيْلَةَ» مَعَ جَيْرُوم كيرن، الَّذِي فَازَ بِجَائِزَةِ أُوسْكَار لِأَفْضَلِ أُغْنِيَّةٍ عَامَ 1936. شَارَكَتْ فِي كِتَابَةَ العَدِيدِ مِنْ مَعَايِيرُ مُوسِيقَى الجَازِ مَعَ جِيمِي مشوغ، مِثْلَ «بِالضَبْطِ مِثْلَ» كَ، «عَلَى الجَانِبِ المُشْمِسُ مِنْ الشَّارِعِ» وَ «لَا أَسْتَطِيعُ أَنْ أُعْطِيَكَ أَيُّ شَيْءٍ وَلَكِنَّ الحُبُّ». لَيْلٌ سَوْفَ أَرْدِنُ أرمسترونج (1898 - 1971) لَعْبَتُ البِيَانُو فِي المَلِكِ أُولِيفَر كريول فَرِقَّةُ الجَازِ. الأُغْنِيَّةُ الأَكْثَرُ شُهْرَةً لَهَا، «ستروتين» مَعَ بَعْضِ الشَّوَاءِ «تَمَّ تَسْجِيلُهَا 500 مَرَّةً. أَغَانِيُّهَا الأُخْرَى البَارِزَةُ هِيَ» دُوِيْن «سوزي Q,» «فَقَطْ للثارة» وَ «بَادٍ بوي». فِي حِينِ اِشْتَهَرْتُ بِيلِي هوليداي (1915-1959) بِالمُغَنِّيَةِ، شَارَكْتُ فِي كِتَابَةَ «اللهِ يُبَارِكُ الطِّفْلُ» وَ «لَا تُشَرِّحُ» مَعَ آرْثُر هيرزوغ الاِبْنَ، وَكَتَبْتَ أُغْنِيَّةَ البلوز «الجَمِيلَةَ واليانع».

### موسيقي البوب في الستينيات
في الستينيات من القرن الماضي، كان المشهد في موسيقى البوب "[مثل معظم جوانب الأعمال الموسيقية [في الستينيات]، كانت كتابة الأغاني مجالًا يسيطر عليه الذكور، على الرغم من وجود الكثير من المغنيات الإناث في الراديو، كَانَتْ الغِنَاءُ فِي بَعْضِ الأَحْيَانِ هِوَايَةً مَقْبُولَةً لِلفَتَاةِ، وَلَكِنَّ لَعِبُ أَدَاةٍ، وَكِتَابَةُ الأَغَانِي، أَوْ إِنْتَاجُ السِّجِلَّاتِ بِبَسَاطَةٍ لَمْ يَتِمَّ القِيَامُ بِ"هِ. الشَّابَّاتُ "لَمْ يَكُنْ اِجْتِمَاعِيًّا لِرُؤْيَةٍ أَنْفُسِهُمْ عَلَى أَنَّهَا [ 12 ] كارول كِينْغْ" كَانَ نَاجِحًا فِي كِتَابَةَ الأَغَانِي مَعَ زَوْجَةِ جِيرِي جَوْفَيْنِ، ضَرَبَاتٌ مُثُلٌ "ذِي لوكو-موشن"، "هَلْ تُحِبُّنِي غَدًا"، "عَلَى السَّطْحِ" وَ "المَرْأَةِ الطَّبِيعِيَّةُ"? "كَانَ المَلِكُ أَوَّلَ اِمْرَأَةٍ تَحْصُلُ عَلَى جَائِزَةِ جيرشوين لِعَامٍ 2013 لِلأُغْنِيَّةِ الشُّعَبِيَّةِ". كَتَبَتْ إِيلِي غِرِينِتْش وَزَوْجَهَا جِيفُ بِإري "ثُمَّ قَبْلَ"نِّي وَ "كُنْ طِفْلِ"ي وَ "النَّهْرُ عَمِيقَةً، جَبَلٌ عَالِيَةٌ"، وَكَتَبَتْ لَوَرَّا نَيِّرُو "بِلَوْزِ الزِّفَافِ بِ"لوَزِّ وَ "إِيلِي قَادِمَةً" وَ "وَمَتَى أَمُوتُ"، وَقَالَتْ: "أَنَا لَسْتُ مُهْتَمًّا بِالقُيُودِ التَّقْلِيدِيَّةِ عِنْدَمَا كوم اِس إِلَى بَلَدَيْ كِتَابَةِ الأَغَانِي... قَدْ أَحْضَرَ مَنْظُورُ نَسَوَيْ مَعَي لِبَلَدِي كِتَابَةِ الأَغَانِيِّ.

### الموجة الجديدة من المغنين وكِتَابُ الأغاني
وبحلول أواخر الستينيات، اندلعت موجة جديدة من المطربات وكاتبات الأغاني من حدود البوب، وذلك باستخدام المناظر الطبيعية الحضرية كنقشها للكلمات في أسلوب الطائفية للشعراء مثل آن سيكستون وسيلفيا بلاث. ظهرت هذه النساء الرياديات في مجلة نيوزويك، يوليو / تموز 1969، «الفتيات: الذهاب»: «ما هو شائع لهم - لجوني ميتشيل ولوتي جولدن، إلى لورا نيرو، ميلاني، يانيس إيان وإليز وينبرغ، هي الأغاني الشخصية التي يكتبونها، مثل رحلات الاكتشاف الذاتي، نعمة البقعة نموذج سابق، كان معروفا على نطاق واسع في تاريخ الروك أند رول لدورها في مشهد الموسيقى مخدر سان فرانسيسكو في منتصف 1960s.» في صحيفة الجارديان، 26 يناير 2017، تصف المؤلف لورا بارتون التحول الجذري في الموضوع - السياسة، والمخدرات، وخيبة الأمل، وعزلة الأداء المتجول، والحياة الحضرية. وقد روجت مواليد نيويوركر، لوتي جولدن، في ألبومها الأول في المحيط الأطلسي موتور-سيكل، حياتها في القرية الشرقية لمدينة نيويورك في أواخر الستينيات من القرن الماضي، وزارت موضوعات مثل الهوية الجنسية (الفضاء كوينز سيلكي هو حزين) والاستخدام المفرط للمخدرات (غونا فاي). النساء في مقالة نيوزويك 1969 بشرت في عصر جديد من المغني وكاتب الأغاني، وإعلام أجيال من النساء المغني وكاتب الأغاني.

### المسرح الموسيقي
فِي المَسْرَحِ المُوسِيقِيُّ، «نَادِرًا مَا يَخْتَصُّ كِتَابُ الأَغَانِي فِي صِنَاعَةٍ يُسَيْطِرُ عَلَيْهَا الذُّكُورُ فِي النِّهَايَةِ الإِبْدَاعِيَّةُ، وَغَالِبًا مَا يُنْتِجُ عَمَلُ مُؤَلِّفِي الأَغَانِي الذُّكُورَ، وَكَانَ فَقَطْ فِي عَامٍ 2015 أَنَّ فَرِيقُ كِتَابَةٌ مِنْ الإِنَاثُ جَعَلَ التَّارِيخُ مِنْ خِلَالِ الفَوْزِ فِي تُونِي فِي عَامٍ 2015, وَلِلمَرَّةِ الأُولَى، فَازَ فَرِيقُ كِتَابَةٍ كُلٌّ مِنْ لِيْزَا كَرُون (أَفْضَلُ كِتَابٍ) وجانين تيسوري وَكَرُون (أَفْضَلُ نِقَاطٍ أَصْلِيَّةٍ) بِجَائِزَةِ تُونِي لِأَفْضَلِ نِقَاطٍ لِلمَرَحِ المُنْزَلِ، عَلَى الرَغْمِ مِنْ أَنَّ العَمَلُ مِنْ قَبْلِ كُتَّابُ الأَغَانِي الذُّكُورُ لَا تَزَالُ تُنْتِجُ فِي كَثِيرٍ مِنْ الأَحْيَانُ. فِي عَامٍ 2013, كَانَ سيندي لِ» وَبَرِ المُلَحِّنِ الأَوَّلِ لِلفَوْزِ بِ [ تُونِي لَ ] أَفْضَلِ نَتِيجَةَ دُونَ مُتَعَاوِنَ ذِكْرٍ «لِكِتَابَةِ المُوسِيقِيِّ وَكَلِمَاتٌ لِأَحْذِيَةِ غَرِيبٍ وَمِنْ أَبْرَزِ كِتَابِ الأَغَانِي فِي المَسْرَحِ المُوسِيقِيُّ المُغَنِّي وَكَأَتَبَّ الأَغَانِي وَالمُمَثِّلَةُ لُورِينْ بِرِيتْشَارد، الَّتِي كَتَبَتْ سونغبيرد؛ زَوَى سُرْنَاكَ، الَّذِي كَتَبَ الاِنْطِبَاعَ الدَّائِمَ وَالسِّنَّيْنِ بَيْنَ؛ وَ كَآتِي طومسون، الَّذِينَ يَرْغَبُونَ فِي» رُؤْيَةَ الشَّخْصِيَّاتِ النِّسَائِيَّةِ... المُعَقَّدَةُ وَالقَوِيَّةُ وَالضَّعِيفَةُ «. وَذِكْرُ تُومْسُون أَنَّهُ فِي صِنَاعَةَ المَسْرَحِ المُوسِيقِيُّ،» عِنْدَمَا تَقَاتَلَ مِنْ أَجْلِ شَيْءٍ كَمَرْأَةٍ، وَخَاصَّةً شَيْءٌ فَنِّيٌّ. أَنْتَ إِمَّا يَنْظُرُ إِلَيْهَا عَلَى أَنَّهَا عَاهِرَةٌ أَوْ كُنْتُ يُنْظَرُ إِلَيْهَا [ كَمَا ] «العَاطِفِيَّةُ»، وَهُوَ التَّسْمِيَةُ الَّتِي تُمَكِّنُ الآخَرِينَ مِنْ رَفْضٍ لَكُمْ.